# Ferricromo
El ferricromo es un sideróforo. Químicamente es un complejo formado por un aglutinante hexapéptido cíclico un átomo de hierro. Fue aislado en 1952 del hongo Ustilago sphaerogena (Ustilaginales). Es producido por hongos de ese género (Ustilago) y por otros de los géneros Aspergillus y Penicillium.
| Características principales  |               |
| ---------------------------- | ------------- |
| Fórmula empírica o molecular | C27H42FeN9O12 |
| Masa molecular               | 740,52        |
| Número CAS                   | [15630-64-5]  |